# Потульницький Володимир Арнольдович
Потульницький Володимир Арнольдович  (нар. 6 липня 1958, Львів)— український історик, провідний науковий співробітник Інституту української археографії й джерелознавства ім. М. Грушевського.

## Біографія
Народився 1958 року у Львові. У 1975–1980 рр. навчався на історичному факультеті Львівського університету ім. Івана Франка, спеціалізуючись по кафедрі історії середніх віків. У 1980 році захистив дипломну роботу на тему: «Англо-іспанські політичні відносини в другій половині XVI ст.». Науковий керівник – к.і.н., доцент Калініна З.П.
У 1980–1989 рр. викладав у Львівській консерваторії ім. М. В. Лисенка. У 1984 р. захистив кандидатську дисертацію на тему «Політична культура творчої особистості». У 1989–1992 рр. — у докторантурі Київського університету ім. Т. Шевченка. У 1992 р. захистив докторську дисертацію на тему «Концепції державності в українській зарубіжній історико-політичній науці». З 1992 р. по даний час — провідний науковий співробітник Інституту української археографії та джерелознавства ім. М. Грушевського НАН України (Відділ вивчення та публікації зарубіжних джерел з історії України). У 2002 році отримав вчене звання професора по кафедрі давньої історії України та спеціальних історичних дисциплін. 
Сформувавшись як дослідник в радянській системі історичної освіти, доформовувався як науковець в західному світі, навчаючись в Гарвардському університеті у Омеляна Пріцака (1990-1991), у Кельнському університеті в Андреаса Каппелера (1994-1996) та Єрусалимському університеті у Мордехая Альтшулера (2000).
Стажувався в Гарвардському (США), Празькому (Чехія), Віденському (Австрія), Кельнському (Німеччина), Хоккайдоському (Японія), Єрусалимському (Ізраїль), Орхуському (Данія) університетах, Гердерівському інституті досліджень Центральної та Східної Європи в Марбурзі (Німеччина). Член Ради фундації фон Гумбольдта в Україні, ряду міжнародних наукових товариств. Виступав з фаховими лекціями у Гарварді, Оксфорді, Відні, Токіо, Саппоро, Празі, Єрусалимі та інших університетах світу.

## Наукова діяльність
Сфера наукових зацікавлень: політична та історична думка, історіософія, історіографія, інтелектуальна історія Росії, СРСР, Східної Європи, проблеми всесвітньої історії з урахуванням історії України. У своїх монографіях, виданих на початку 1990-х роках вперше в Україні дослідив творчу спадщину таких видатних українських інтелектуалів як історики В.Липинський, С.Томашівський, В.Кучабський, юристи С.Дністрянський, В.Старосольський, С.Шелухин, О.Ейхельман, соціолог О.Бочковський, географ С.Рудницький та інших. В. Потульницький є засновником української політології як науки з розробкою її історії, теорії, етапів розвитку, засновником української історіософії як науки з розробкою її предмета, метода і теорії . Автор теоретичного обґрунтування діалектики української та всесвітньої історії
. Автор концепції інтеграції української історії до європейської та світової з врахуванням історичних версій домінуючих та споріднених націй (російської, польської, єврейської та польської) . Автор досліджень на оригінальних джерелах німецьких, російських і польських впливів на розвиток української історичної та політичної думки . Автор концепцій династичної теорії та історії України в контексті династичної історії Центрально-Східної Європи . Автор розробок історії династичних стосунків українських монархістів з консервативними колами Великої Британії та Японії . Автор першого монографічного дослідження про теоретичну, історіософську та історіографічну наукову спадщину Омеляна Пріцака.  
Автор численних статей у наукових зарубіжних та українських журналах та збірниках, також індивідуальних авторських монографій, де виступив піонером у дослідженні низки ключових проблем політології, історіософії та інтелектуальної історії.
Створив у Києві та Львові власну наукову школу з історіософії та інтелектуальної історії, підготував кілька кандидатів історичних наук.

### Наукові відзнаки
- Премія Міністерства освіти та науки Австрії
- Премія Міністерства освіти та науки Японії
- Премія фундації Jewish Memorial у США
- Національна та інтернаціональна премії ім. Александра фон Гумбольта
- Дослідницькі гранти Гарвардського, Едмонтонського, Хоккайдського, Віденського, Оксфордського, Єрусалимського університетів.

## Вибрана бібліографія

### Монографії
1. Історія української політології. Концепції державності в українській зарубіжній історико-політичній науці.– Київ “Либідь” 1992. 220 с.
2. Теорія української політології: курс лекцій. Затверджено Міністерством освіти України як навчальний посібник для студентів вузів. Київ “Либідь” 1993. 191 с.
3. Нариси з української політології (1819–1991). Київ: Либідь, 1994. 320 с.
4. Всесвітня історія і Україна (Історіософія світової і української історії 17-20 ст.). Київ: Либідь, 2002. 480 с.
5. Історичні та сучасні монархічні держави. Посібник та програма кандидатського мінімуму з спеціальності «Всесвітня історія». Національна Академія Наук України. Інститут української археографії та джерелознавства ім. М.С. Грушевського. Київ 2014. 165 с.
6. Дипломатія Павла Скоропадського (Військово – дипломатичні стосунки гетьмана з острівними монархіями у 1926 – 1943 рр). – Харків «Акта» 2014. – 312 c.
7. Корона і ціна. Історіософія династичної історії Центрально-Східної Європи в IX – XVIII ст. Львів: Видавничий дім «Наутілус», 2018. 328 с.
8. Деміург. Історіософія Омеляна Пріцака. Харків «Акта» 2021.358 с.
9. Ідеологія українського традиційного консерватизму. Досвід минулого та сучасний погляд. Львів «Паїс» 2022. 64 с.

### Публікації
1. Обзор фондов украиники института имени Вячеслава Липинского в Филадельфии, Австрийской национальной библиотеки в Вене // Перестройка в исторической науке в СССР. Матер. 5–й Всесоюз. конф. ист. 30.05-1.06.1990. (Ред.И.Д.Ковальченко). Киев, 1990. С.143–149.
2. Наукова діяльність Михайла Грушевського в еміграції (1919-1924) // Український історичний журнал. 1992. №.2. С.48-58.
3. Політична доктрина В’ячеслава Липинського  // Український історичний журнал. 1992. №.9. С.37-45.
4. Das ukrainische historische Denken im 19. und 20. Jahrhundert: Konzeptionen und Periodisierung // Jahrbücher für Geschichte Osteuropas. Stuttgart. No. 45 (1997) H.1, S. 2 - 30.
5. Deutsche Einflüsse auf die Entwicklung des historischen Denkens in der Ukraine im. 19 Jahrhundert //  Zeitschrift für Ostmitteleuropa - Forschung. Marburg.  1997, No. 46 (4),  S. 475 - 499.
6. The Image of Ukraine and Ukrainians in Russian Political Thought (1860 - 1945) [Архівовано 7 серпня 2020 у Wayback Machine.] // Acta  Slavica Japonica, Tomus XVI. Sapporo. 1998. P. 1 - 29.
7. The Image of Russia and the Russians in Ukrainian Political Thought (1860 – 1945), in.: Quest for Models of Coexistence: National and Ethnic Dimensions of Changes in the Slavic Eurasian World. Ed. by K.Inoue and T.Uyama.  Slavic Research Center, Hokkaido University. Sapporo, 1998. P. 163 - 195.
8. Українська та світова історична наука. Рефлексії на тему історичних перспектив домінуючих, споріднених і підкорених націй (російська, польська, німецька, турецька, єврейська та українська) в українському контексті  // Український історичний журнал 2000. №.1. С.3-20; №.2. С.27-47; №.3. С. 22-44; №.4. С.20-37.
9. Jews  and Jewish Theme in Ukrainian Historical Thought ,  in.: Jews in Eastern Europe. Journal of the Centre For Research and Documentation of East European Jewry of the Hebrew University of Jerusalem. Givat - Ram, Jerusalem - Winter 2000 - No.3 (43).  P. 5-36.
10. Інтелектуальні впливи Заходу на духовне життя української еліти в 17-18 століттях  // Київська старовина 2001. №.1. С.3-14; №.2. С.3-16; №.3.С.3-9; №.4.С.3-12; №.5. С.3-10.
11. Galician  Identity  in  Ukrainian  Historical   and  Political  Thought //  Galicia.  A  Multicultured  Land.  ( Ed.  by  Chris Hann  and  Paul  Robert  Magocsi).  Toronto - Buffalo - London  2005.  pp. 83-103.
12. Political Relations of Pavlo Skoropads’kyj with Japanese Military Imperial Authorities in 1928 – 1943 (on the Materials of the Personal Diary of Hetman) // Збірник матеріалів міжнародної конференції з локальної історії, проведеної Інститутом української археографії 29/30 вересня 2009 р. у м. Києві. Наукові записки Інституту археографії. Вип. 19. Книга II. Частина I. Київ 2009. pp. 371 - 376.
13. Щодо дослідницьких пріоритетів у справі створення нового академічного синтезу української історії в контексті історії світової [Архівовано 8 січня 2020 у Wayback Machine.]   //  Український історичний журнал. – 2014 - №.1 – С. 4-20.
14. Toward the History of Political Relations of Ukrainian Monarchial Emigration with British Ruling Circles in 1930s // Ucraina Magna. Ukrainian Political Emigration in the Twentieth Century: the Experience of Cultural Self-Presenting and Self – Statement in the Western World. Published by M.S.Hruschevsky Institute of Ukrainian Archeography and Source Studies of the National Academy of Sciences of Ukraine. – Kyiv 2016. - Pp. 238-249.
15. Konservative Bewegung der galizischen westukrainischen traditionellen Eliten vor dem ersten Weltkrieg und im Laufe der ersten Weltkrieges // Славістична збірка. Інститут української археографії та джерелознавства НАН України. Вип. III. Київ 2017. – С.322-333.
16. Key to the Discovery of the Interest in Ukraine in German Intellectual History on the Shelves of the Research Library of Herder Institute in Marburg[недоступне посилання з липня 2019] // Entdeckungen. Ein Blog zu Ostmitteleuropa. Zeitschrift des Herder-Institutes für historische Ostmitteleuropaforschung, Juni8,2018.S.1-5
17. Ціна корони: українська династична історія і сучасність. Інтерв’ю з професором Потульницьким В.А. [Архівовано 19 листопада 2018 у Wayback Machine.]// Щоденна всеукраїнська газета «День». Київ 2018. №.180-181, 5-6 жовтня 2018 р. – С.21.
18. Проблема українсько-російського співіснування в українській політичній думці міжвоєнної доби (1918-1939) // Український археографічний щорічник. – Київ 2018. Випуск 21/22. - С.491-525.
19. The Image of Ukraine Shaped by Outstanding Sweden Scholar Rudolph Kjellen and Its Impact on Leading German Historians in the Time Span of the Interwar Period // Гетьманські читання. Пам’яті шведського короля Карла XII (1682-1718). – Інститут української археографії та джерелознавства НАН України; Музей Гетьманства. - Збірник наукових статей. – Київ 2019. – С.147-159.
20. Консервативна ідея: український та європейський досвід та перспективи. Інтерв'ю з професором Потульницьким В.А. [Архівовано 22 березня 2022 у Wayback Machine.] // Світогляд. Науково-популярний журнал НАН України. – Київ 2019. - №.4(78). – С.17-22.
21. Внесок української еміграції міжвоєнної доби у розвиток історичної науки: тематичний, методологічний та концептуальний аспекти // Наукові записки Національного університету «Острозька академія». Серія «Історичні науки». – Острог 2020. – Вип.31. [Архівовано 17 січня 2022 у Wayback Machine.] – С.98-107.
22. Ідеологія українського традиційного консерватизму: досвід минулого та сучасний погляд. — Львів: ПАІС, 2022. — 64 с.
23. Проблема українсько-польського співіснування в українській консервативній політичній думці міжвоєнної доби: Липинський versus Томашівський в контексті епохи // Ювілейний науковий збірник інститутy історії України НАН України «Міжнародні зв’язки України: наукові пошуки і знахідки. Міжвідомчий збірник наукових праць». – Київ 2021.- Вип.30. – С.67-85.
24. The Image of Germany in the Context of Mutual Relations between the Ukrainians and Germans, as it is Presented in Intellectual Heritage of Historian and Geographer Stepan Rudnytskyi // Славістична збірка. Інститут української археографії та джерелознавства НАН України. – Збірник наукових праць. – Вип.VI – Київ 2022. - Pp.263-273.
25. Образ Польщі і поляків в українській історичній та політичній думці міжвоєнної доби (1918-1939) // Україна–Польща: історична спадщина і суспільна свідомість / гол. ред. Микола Литвин / НАН України, Інститут українознавства ім. І. Крип’якевича. Львів, 2022. Вип. 15. – С.174-202.
26. Образ Німеччини та німців в українській історичній думці з кінця XIX ст. до початку Другої Світової Війни // Проблеми всесвітньої історії 2024. №.3 (27). С. 67-86.
27. Проєкції української незалежності від Росії у світлі концептуалізацій провідних німецьких інтелектуалів від кінця XIX століття до 1918 р. // Український історичний журнал 2025. №.1 (580). С.120-139.